# Лаодика (Комагена)
Вижте пояснителната страница за други личности с името Лаодика.
Лаодика (на старогръцки: η Λαοδίκη) e принцеса от Царство Комагена и царица на Партското царство през 1 век пр.н.е. Тя е от гръцки и арменски произход.
Лаодика е първородената дъщеря на Антиох I Теос, цар на Комагена и царица Исия Филосторг, дъщеря на Ариобарзан I Филороман (цар на Кападокия) и Атения Филосторг I. Лаодика е сестра на Митридат II Антиох Епифан, Антиох II Епифан и Антиохида.
Лаодика се омъжва за Ород II, цар на Партия (57-38 пр.н.е.) и става партска царица. Двамата имат два сина:
- Фраат IV
- Пакор I.

За да засилили позицията си, престолонаследникът Фраат убива баща си Ород и майка си през 38 пр.н.е., всичките си братя и своя син. Нейият брат Митридат II Антиох Епифан взема Лаодика след смъртта ѝ в Комагена и я погребва в монумент до нейната майка Исия. Нейната горбница е висока над 21 метра. Гробницата е ограбена след превземането на Комагена от римския император Веспасиан през 72 г.